# Bruce Hayes
Bruce Hayes (n. 8 martie 1963, Sarasota, Florida, SUA) este un înotător american, medaliat olimpic. A participat la o ediție a Jocurilor Olimpice (1984) în care a câștigat două medalii de aur.